# Diekplous
Il Diekplous (in greco antico: διέϰπλους?) è una manovra di attacco che prevede un alto grado di addestramento e sincronia dei rematori e delle navi.

## Descrizione
Il diekplous prevede un attacco in colonna della linea centrale nemica: la capofila, giunta a contatto di una nave avversaria, vira in maniera brusca e, passando di fianco allo scafo avversario, ne trancia i remi. La nave, una volta mutilata, veniva speronata da quella seguente.
Qualora le navi della flotta avversaria fossero intervenute in suo soccorso, esse avrebbero subito lo stesso trattamento.
Tale tattica poteva essere vanificata schierando la flotta su due linee, ma l'accorciamento del fronte dava via libera alla possibilità di effettuare un periplos.
La manovra, che doveva rompere lo schieramento avversario in due tronconi, i quali venivano in un secondo tempo attaccati alle spalle, era efficace solo qualora la flotta avversaria si fosse trovata nel corso della battaglia schierata in una fila a maglie larghe; ciò era una conseguenza del dispiegamento delle navi, atto in primo luogo ad evitare l'accerchiamento ai lati. Nel caso due flotte si equiparassero, quella più veloce a cambiare tattica iniziava per prima la manovra di attacco.
Si cominciò a praticare lo speronamento frontale nel 413 a.C., grazie alle migliorie apportate allo sperone di prua da parte dei Corinzi, con l'aggiunta di robuste orecchiette, di cui ci informa Tucidide.